# Phêrô Nguyễn Văn Tốt
Phêrô Nguyễn Văn Tốt (sinh ngày 15 tháng 4 năm 1949) là một giám mục Công giáo người Việt. Ông nguyên là Sứ thần Tòa Thánh tại Sri Lanka. Nếu không kể Hồng y Phanxicô Xaviê Nguyễn Văn Thuận đã qua đời thì Tổng Giám mục Phêrô Nguyễn Văn Tốt từng là người Việt Nam giữ chức vụ cao nhất tại Giáo triều Rôma và là người Việt Nam duy nhất từ trước đến nay đảm trách vai trò Sứ thần Tòa Thánh. Ông biết các ngôn ngữ ngoài tiếng mẹ đẻ như Ý, Pháp, Anh và Đức.
Tổng giám mục Nguyễn Văn Tốt sinh tại Bình Dương, năm 15 tuổi, ông bắt đầu con đường tu trì. Sau 20 năm tu học, trong đó có thời kỳ Đại chủng viện tại Trường truyền giáo Rôma, ông được phong chức linh mục năm 1974. Sau khi được truyền chức, ông được bổ nhiệm giữ chức Phó Giám đốc trường Truyền giáo Rôma.
Hai năm sau đó, Nguyễn Văn Tốt quyết định từ bỏ nhiệm sở, xin đi truyền giáo tại nước Zaire (nay là Cộng hòa Dân chủ Congo). Sau đó, ông học và tốt nghiệp ngành ngoại giao Tòa Thánh, làm việc tại Tòa Sứ thần tại nhiều nơi trên thế giới. Trong thời kỳ này, ông được phong tước Đức ông.
Cuối năm 2002, Tòa Thánh công bố tuyển chọn linh mục Nguyễn Văn Tốt làm Tổng giám mục sứ thần Tòa Thánh tại Togo và Benin. Ông được cử hành nghi thức truyền chức sau đó vào tháng 1 năm 2003. Trong vai trò Sứ thần Tòa Thánh, ông được cử đi nhiều quốc gia khác nhau: Togo và Benin (2002 – 2005), Cộng hòa Trung Phi và Chad (2005 – 2008), Costa Rica (2008 – 2014) và Sri Lanka (2014 – 2020).

## Thân thế và tu tập
Tổng Giám mục Phêrô Nguyễn Văn Tốt sinh ngày 15 tháng 4 năm 1949 tại Lái Thiêu, Thủ Dầu Một, nay là phường Lái Thiêu, thành phố Thuận An, tỉnh Bình Dương, thuộc Giáo phận Phú Cường. Năm 1954, gia đình cho cậu vào học tiểu học tại trường Công giáo Thánh Phaolô Lái Thiêu. Tốt nghiệp tiểu học, vì có chí hướng tu tập, gia đình đưa cậu vào học tại Tiểu chủng viện Thánh Giuse Sài Gòn năm 1960. Nguyễn Văn Tốt xuất thân từ dòng dõi Công giáo, là cháu bốn đời của Thánh tử đạo Mátthêu Lê Văn Gẫm. Song thân ông có 12 người con, tính đến năm 2016 thì 8 người đã qua đời. Trong số 12 người con của ông Nguyễn Văn Sen, thân phụ giám mục Tốt, có bốn người theo con đường tu trì, tuy vậy 1 trường hợp tu xuất và 1 trường hợp qua đời trong giai đoạn tiểu chủng viện. Hai người còn lại gồm Nguyễn Văn Tốt và anh trai ông là linh mục Micae Nguyễn Văn Minh. Riêng bốn người còn sống chỉ có linh mục Minh định cư tại Việt Nam.
Sau tám năm học tại Tiểu chủng viện, cậu bé Nguyễn Văn Tốt được Tổng giám mục Phaolô Nguyễn Văn Bình đưa đi du học tại trường Truyền giáo Urbaniana, Roma hoặc Propaganda Fide, Roma và học tại đây từ năm 1967 đến năm 1974.

## Linh mục
Sau nhiều năm tu học, Phó tế Phêrô Nguyễn Văn Tốt tiến đến việc được truyền chức linh mục vào ngày 24 tháng 3 năm 1974, do vị chủ phong làm Hồng y Agnelo Rossi, Tổng trưởng Thánh bộ Truyền giáo Tòa Thánh. Sau khi được truyền chức, tân linh mục được bổ nhiệm làm Phó Giám đốc Trường Truyền giáo Roma. Năm 1976, linh mục Tốt quyết định rời nhiệm sở xin đi truyền giáo tại nước Zaire, nay là Cộng hòa Dân chủ Congo, châu Phi. Trong thời gian này, ông chính thức rời nhiệm vụ tại Giáo phận Phú Cường.
Trở về, năm 1979, linh mục Tốt quyết định nhập học trường Ngoại giao Tòa Thánh. Sau khi tốt nghiệp, bước vào ngành ngoại giao Tòa Thánh ngày 1 tháng 5 năm 1985 linh mục Phêrô Nguyễn Văn Tốt nhận tước hiệu Đức ông và phục vụ với tư cách là Bí thư các Tòa Sứ thần Tòa Thánh tại: Panama (3 năm), Brasil (5 năm), Congo (1 năm). Tiếp theo đó ông là Quyền Sứ thần Tòa Thánh tại Ruanda (3 năm) và tại Pháp (3 năm). Trong thời gian này, linh mục Tốt tốt nghiệp văn bằng Tiến sĩ Thần học tại Đại học Giáo hoàng Urbaniana với luận án Le) Bouddha et le Christ.Parallèles et ressemblances dans la littérature canonique et apocryphe chrétienne.
Năm 1994, linh mục Nguyễn Văn Tốt về thăm Việt Nam. Ngày 27 tháng 11 năm 1999, ông được bổ nhiệm Tham tán tại Tòa Sứ thần Tòa Thánh tại Benin.

## Tổng giám mục
Ngày 25 tháng 11 năm 2002, linh mục Phêrô Nguyễn Văn Tốt được Giáo hoàng Gioan Phaolô II bổ nhiệm làm Tổng giám mục Sứ thần Tòa Thánh tại hai nước Togo và Bénin, châu Phi với danh nghĩa Tổng giám mục hiệu tòa Rusticiana. Lễ tấn phong cho tân tổng giám mục được cử hành sau đó vào ngày 6 tháng 1 năm 2003. Chủ phong nghi thức truyền chức là Giáo hoàng Gioan Phaolô II và hai vị phụ phong là Tổng giám mục Leonardo Sandri, Đại diên Quốc vụ khanh, thuộc Ban Thư kí Tòa Thánh và Tổng giám mục Antonio Maria Vegliò,Tổng Thư kí Thánh bộ Công giáo Đông Phương. Tân Tổng giám mục chọn cho mình khẩu hiệu: "Hãy đi rao giảng cho muôn dân".
Ngày 28 tháng 4 năm 2005, Tổng giám mục Nguyễn Văn Tốt, Khâm sứ Toà Thánh tại Benin và Togo trả lời với hãng Thông tấn Công giáo MISNA: "Nhiều linh mục và nữ tu đang rời bỏ Lomé, Togo và các trung tâm đô thị khác để đến các vùng nông thôn bình lặng hơn". Ông cho biết chi tiết của việc này là Giáo hội Công giáo, giáo dân Công giáo bị những người ủng hộ chính phủ kết tội vì có lập trường tương đồng, khắng khít với phe đối lập.
Ngày 24 tháng 8 năm 2005, Giáo hoàng Biển Đức XVI bổ nhiệm Tổng Giám mục Tốt làm Sứ thần Tòa Thánh tại Cộng hòa Trung Phi và Tchad. Ông có chuyến hồi hương thăm Việt Nam trong vòng 1 tháng, từ ngày 9 tháng 8 đến ngày 7 tháng 9 với mục đích cử hành một số việc mục vụ, thăm chính quyền tỉnh Bình Dương và chủ yếu thăm thân nhân và bằng hữu. Nói về nỗi nhớ Việt Nam, ông chia sẻ: Là người Việt xa quê, như bao nhiêu người Việt khác, tôi cũng nhớ quê hương. Vì nhớ quê hương, nhớ những người thân ở quê hương, tôi thường xin họ những bao đựng gạo có viết hai chữ Việt Nam sau khi họ đã sử dụng hết gạo, để cất giữ kỷ niệm. Trả lời câu hỏi có nhiều đồn đoán khi Việt Nam và Tòa Thánh phát triển ngoại giao, giám mục Tốt sẽ hồi hương với tư cách Sứ thần, ông trả lời nếu được tín nhiệm, ông sẽ vâng lời. Tuy vậy, tổng giám mục Tốt khẳng định chưa bao giờ ông được đặt vấn đề này và lại vừa được thuyên chuyển nhiệm sở mới.
Sau ba năm mục vụ tại châu Phi, ngày 13 tháng 5 năm 2008, Giáo hoàng bổ nhiệm giám mục Tốt làm Sứ thần Tòa Thánh tại Costa Rica, một quốc gia nằm ở vùng Trung Mỹ. Tại Tòa khâm sứ, ông vẫn thường sử dụng các thực phẩm Việt Nam, xây dựng vườn Việt Nam. Nói về công việc mục vụ, ông cho biết sẵn sàng tiếp đón các giáo dân đến với mình. Ông cũng thường thực hiện các công việc mục vụ cơ bản (cử hành lễ, cử hành Bí tích Rửa tội, Rước lễ, Thêm sức,...) cho các giáo xứ khi có lời mời. Chính vì vậy, các giám mục sở tại khuyến khích các linh mục khi có việc cần hãy đến mời Khâm sứ Tòa Thánh. Tổng giám mục Tốt đùa rằng ông như trở thành một vị giám mục phụ tá cho các giám mục tại đây. Được gợi nhắc có khi Tổng giám mục Tốt trở thành Hồng y, ông cho biết không thích làm việc bàn giấy và mong muốn được gần gũi giáo dân.
Sau sáu năm tại Costa Ricca, ngày 22 tháng 3 năm 2014, Giáo hoàng Phanxicô bổ nhiệm ông làm Sứ thần Tòa Thánh tại Sri Lanka, một quốc gia nằm ở vùng Nam Á. Trong thời kỳ tại đây, sau vụ khủng bố tôn giáo năm 2019, giám mục Nguyễn Văn Tốt họp cùng với các phái đoàn các tôn giáo. Trong cuộc họp này, giám mục Tốt chia sẻ các tôn giáo mong muốn đồng hành cùng nhau để kiến tạo xã hội an toàn.
Trong thông cáo quyết định nhân sự đầu tiên trong năm 2020 vào ngày 2 tháng 1 năm 2020, Tòa Thánh chấp nhận đơn từ nhiệm của Tổng giám mục Nguyễn Văn Tốt. Tuy chưa đến giới hạn tuổi tác để về hưu của Giáo hội Công giáo là 75, Tổng giám mục Nguyễn Văn Tốt đã quyết định xin từ nhiệm hồi hưu sớm.

## Tông truyền
Tổng giám mục Phêrô Nguyễn Văn Tốt được tấn phong giám mục năm 2003, thời Giáo hoàng Gioan Phaolô II, bởi:
- Chủ phong: Giáo hoàng Gioan Phaolô II, giáo hoàng của Giáo hội Công giáo Rôma.
- Hai vị phụ phong: Tổng giám mục Leonardo Sandri, Đại diện Quốc vụ khanh, thuộc Ban Thư kí Tòa Thánh và Tổng giám mục Antonio Maria Vegliò,Tổng Thư kí Thánh bộ Công giáo Đông Phương.

Tổng giám mục Phêrô Nguyễn Văn Tốt đóng vai trò phụ phong trong nghi thức truyền chức giám mục cho:
- Năm 2018, giám mục Jayakody Aratchige Don Anton Jayakody, hiện đang là giám mục phụ tá Tổng giáo phận Colombo, Sri Lanka.